# Federació Catalana de Dards

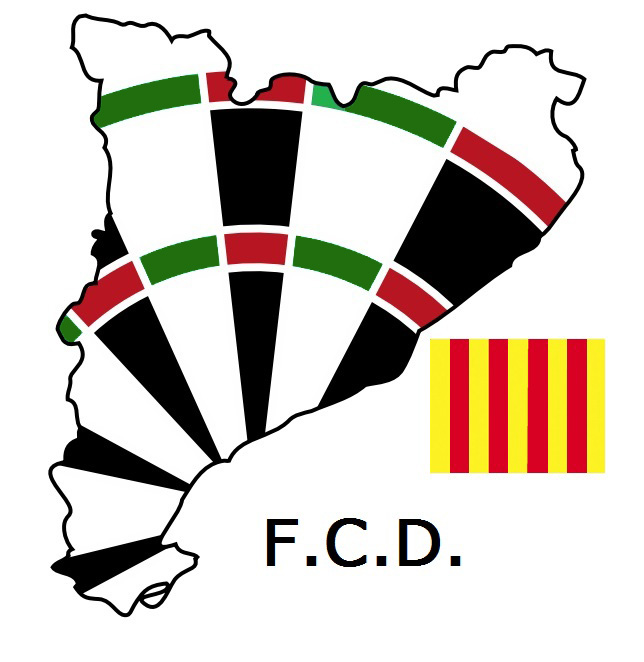
Logo Federació Catalana de Dards

La Federació Catalana de Dards és l'organisme que regeix la pràctica dels dards a Catalunya. El 20 de setembre de 2011 va ser reconeguda internacionalment per la Federació Internacional de Dards, de la qual ha passat a formar part. Es fundà a les darreres setmanes del 1990 i fou la primera federació d'aquest esport en constituir-se als Països Catalans i a tot Espanya. El 2013 té unes 280 llicències i divuit clubs federats. Forma part de la Unió de Federacions Esportives de Catalunya.

## Presidents[9]

### Ramon Xavier Martínez Domènech (1990-1993)
Membre del Club de Dards Sir Francis de Barcelona, va ser el fundador i primer president de la federació, la qual va quedar legalment constituïda el novembre de 1990. Al marge de la Federació Catalana, el 1990 també va ser un dels membres que va posar en marxa la Federació Espanyola de Dards, de la qual va ser nomenat president de la comissió gestora.

### Manuel Barbé Heredia (1993)
Va ser jugador del Club Dardos Paraíso de la Bombi de Montcada i Reixac i el 1990 va entrar a formar part de la primera junta directiva de la federació com a vicepresident, va ocupar la presidència com a president interí quan Ramon Xavier Martínez va morir a mitjans de 1993 i va mantenir-se en el càrrec fins que va haver-hi noves eleccions.

### Aurelio Ruiz Ruiz (1993-1997)
Seleccionador català i propietari d'un pub barceloní d'ambient anglès on havia diana i s'organitzaven campionats, es va vincular amb la federació des de la seva creació. Sota la seva presidència es va crear l'Open Internacional de Catalunya de dards d'acer a Calella i també es van organitzar diversos campionats mundials de dards electrònics en territori català.

### Salvador Comas Gairal (1997-2000)
Va ser jugador internacional amb la selecció espanyola, amb què va disputar una Copa del Món, i va guanyar diversos títols individuals, entre ells el de campió de Catalunya. Va ocupar la presidència el 2007, però dos anys i mig després, el 2000, va haver de permutar el càrrec al vicepresident Enric Guillem perquè la Llei de l'esport no li permetia seguir jugant amb l'Atlètic Dards de l'Hospitalet, com estava fent en aquell moment. Durant el temps que va ocupar el càrrec, va treballar per al reconeixement internacional de la Federació Catalana, va unificar les quatre territorials provincials i es van augmentar tant el nombre de llicències com de clubs. Després de deixar la presidència de la Federació va ser president del Club de Dards Viladecans.

### Enric Guillem Bosch (2000-2001)
Els seus inicis en el món de l'esport van ser com a organitzador del Torneig Internacional d'Handbol Costa del Maresme i l'Open Internacional de Vòlei platja Ciutat de Calella. El 1995 es va fer càrrec de l'Open Internacional Catalunya de Dards, que va organitzar durant vuit anys, i també va estar al capdavant de l'organització de l'Open Internacional Ciutat de Calella de Dards Electrònics. Va substituir interinamenrt Salvador Comas com a president del febrer del 2000 fins al 2001. Mentre va ser president va organitzar els desplaçaments i participació dels jugadors catalans als Opens Internacionals de Londres, Bochum i Anvers (, va coorganitzar l'Open d'Espanya a Calella i va organitzar la participació en l'Open d'Espanya de Benalmádena i en els Campionats d'Espanya d'Alacant i Saragossa.

### Carme Camacho Valverde (2001-2004)
Jugadora federada de dards va començar a col·laborar amb la federació quan aquesta es va posar en marxa. Va ser vocal del Club Atlètic Dards de l'Hospitalet de Llobregat, secretària del Club de Dards Viladecans i representant dels Jugadors de Dards de Catalunya. Des de 1994, també va ser jutge de campionats nacionals, autonòmics i internacionals.

### Pere Palacio Riera (2004-2010)
Jugador de dards va ser elegit president el mes d'octubre de l'any 2004 i posteriorment reelegit en el càrrec el 2008. En els seus primers anys com a president, la federació va tenir un important increment de llicències i clubs, i van augmentar els èxits esportius, es van organitzar competicions de prestigi i es va treballar en el procés de reconeixement internacional.

### Maria del Carme Ayala Domínguez (2010)
Responsable de les relacions internacionals i vicepresidenta durant el mandat de Pere Palacio, va ser la presidenta interina del 29 de juny al 18 de desembre de 2010, fins que no hi va haver una reestructuració de la junta directiva i va ser elegida Raquel Holgado. Es va introduir en el món dels dards de la mà d'Enric Guillem col·laborant amb ell en l'organització de l'Open Internacional Catalunya de Calella. Les seves gestions amb la World Darts Federation van ser claus en la futura admissió i el reconeixement internacional de la Federació Catalana

### Raquel Holgado García (2010-2013)
Jugadora i presidenta de l'Àrea Social i de la Comissió de Dones de la federació sota la presidència de Pere Palacio, es va convertir en la nova presidenta el 18 de desembre de 2010 després que l'assemblea federativa aprovés la redistribució de càrrecs producte de les dimissions i canvis en l'anterior junta directiva. Es va iniciar en aquest esport l'any 1998 i va jugar fins que va ser elegida presidenta. Des del seu nou càrrec, va donar l'empenta definitiva al procés d'admissió de la Federació Catalana en la World Darts Federation, que es va produir el 20 de setembre de 2011 a Castlebar, on la selecció catalana ja va debutar oficialment en una Copa del Món.

### Josep Maria "Tito" Salvadó i Val(2013-actualitat)[1][13]
Esportista i directiu fundador del Cossetans Club de Dards de Tarragona des del 2006. Durant el mandat de Pere Palacio va ser vocal des del 2008 assumint tasques de comunicació i premsa. Paral·lelament, a partir de 2009, va ser delegat territorial a Tarragona i organitzà les primeres lligues regulars de la Divisió de Tarragona. El 2010 va accedir a la vicepresidència reorganitzant l'estructura interna a nivell de gestió, competició i promoció de l'esport. Va ser impulsor de nodrir el calendari català de competicions, introduint competicions internacionals com el Catalonia Open Darts i el FCD Anniversary Open, i competicions en format rànquing amb la creació, al desembre de 2015, del Rànquing FCD Destí Winmau Masters Mundial, que han servit per a projectar els esportistes catalans a nivell internacional.
El 2013 assumí el relleu de Raquel Holgado en una nova reestructuració de càrrecs. Des d'aleshores ha consolidat totes les competicions existents, ha culminat amb la tasca de reorganització interna i ha iniciat programes de promoció escolar, voluntariat i projecció internacional per a esportistes. El juny de 2017 va ser elegit president amb el recolzament de la llarga majoria dels clubs, passant a afrontar el seu primer mandat electe amb l'objectiu de continuar recuperant l'estabilitat econòmica, esportiva i social a la Federació. Ha estat el propulsor de la primera competició internacional de nacions organitzada a Catalunya. La 18a Mediterranean CUP s'ha celebrat al maig del 2019 a Salou essent un èxit organitzatiu. Al març del 2020 va impulsar i organitzar la primera competició de dards punta d'acer en línia, el rànquing FCD #DardsOnline. Aquesta competició ha estat una de les pioneres en incorporar el telearbitratge a nivell mundial. Al juliol de 2021 renovà el seu mandat de president, una nova etapa amb el repte d'incrementar la participació i que ben aviat es materialitzà en els 31ens Campionats de Catalunya celebrats a Calella l'octubre del mateix any, on la participació es va incrementar un 15%.

## Competicions organitzades
El 1990 va organitzar la primera Lliga Catalana de Dards amb diverses divisions. Actualment es manté la Divisió d'Honor amb una única categoria i des de la temporada 2014-15 es va recuperar la Divisió de Tarragona, per als equips dels clubs de dards de la zona del Camp de Tarragona.	
Des de la seva fundació ha creat els Campionats de Catalunya de Dards en modalitats individuals i parelles masculí i femení i equips mixtes.
Des del 2006 ha organitzat la Catalunya Cup de dards, una competició oberta per equips mixta que s'ha celebrat intermitentment durant els primers anys, però que des del 2011 se celebra de forma anual.
A nivell internacional organitza, des de l'any 2011, el Catalonia Open Darts. En aquesta competició els campions masculí i femení es classifiquen per a participar de forma directa al Masters Mundial de Dards, el World Masters, i els esportistes millors classificats sumen punts per al rànquing de la Federació Internacional de Dards (WDF).  Als seus inicis també fou puntuable per al classificatori  de l'Organització Britànica de Dards (BDO).
Donat l'èxit de participació del Catalonia Open el 2015 i coincidint amb el 25è Anniversari, s'organitzà l'endemà el FCD Anniversary Open 1990-2015, també puntuable per als rànquings internacionals WDF i BDO, que avui en dia es segueix celebrant.

## Selecció
La selecció catalana de dards és el combinat d'esportistes que representa la Federació Catalana de Dards en competicions internacionals en representació de Catalunya. La seva primera participació oficial va ser l'any 2011, al Campionat del Món disputat a Castlebar (Irlanda), després que la Federació Catalana fos reconeguda per la Federació Internacional de Dards. Tant la selecció masculina com la femenina no van aconseguir superar la fase de grups.
Des d'aleshores la selecció ha participat en diverses Europe Cup (els anys parells) i World Cup (els anys senars), on sempre com a mínim hi ha participat la selecció dels homes. Pel que fa les dones, es va deixar de convocar el 2012 per falta de recursos i de jugadores.
Al 2017 va ser convidada a participar per primera vegada a la Mediterranean Cup, celebrada a Poissy, França. En aquest esdeveniment es va recuperar la selecció femenina, que va assolir alçar-se campiona de la competició ex aequo amb Grècia. Pel que fa la selecció dels homes van assolir un 5è lloc general, destacant el tercer lloc en format per equips i un cinquè lloc d'en Daniel Carrasco en individual.